# Telmatobius contrerasi
Telmatobius contrerasi är en groddjursart som beskrevs av José Miguel Cei 1977. Telmatobius contrerasi ingår i släktet Telmatobius och familjen Ceratophryidae. IUCN kategoriserar arten globalt som otillräckligt studerad. Inga underarter finns listade i Catalogue of Life.